# Pergame
Pour l’article homonyme, voir Musée de Pergame.
Cet article possède un paronyme, voir Bergame.
Ne doit pas être confondu avec la ville moderne et le district du même nom, voir Bergama

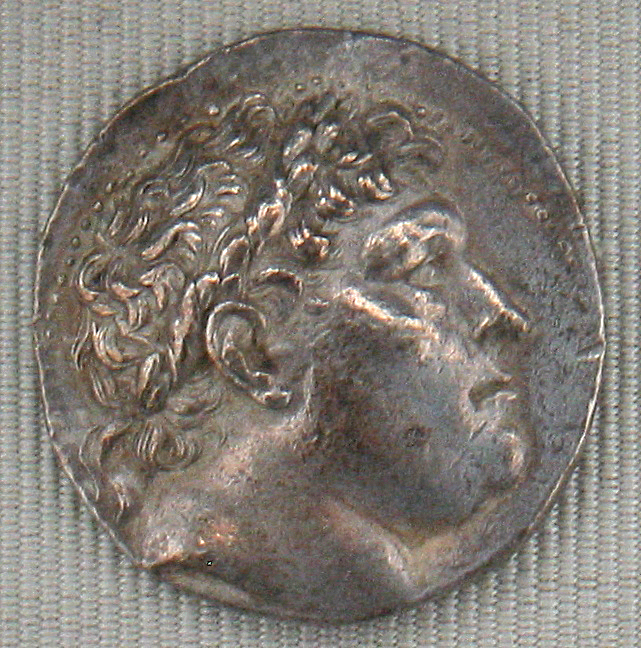
Philétairos représenté sur une monnaie d'Eumène Ier.

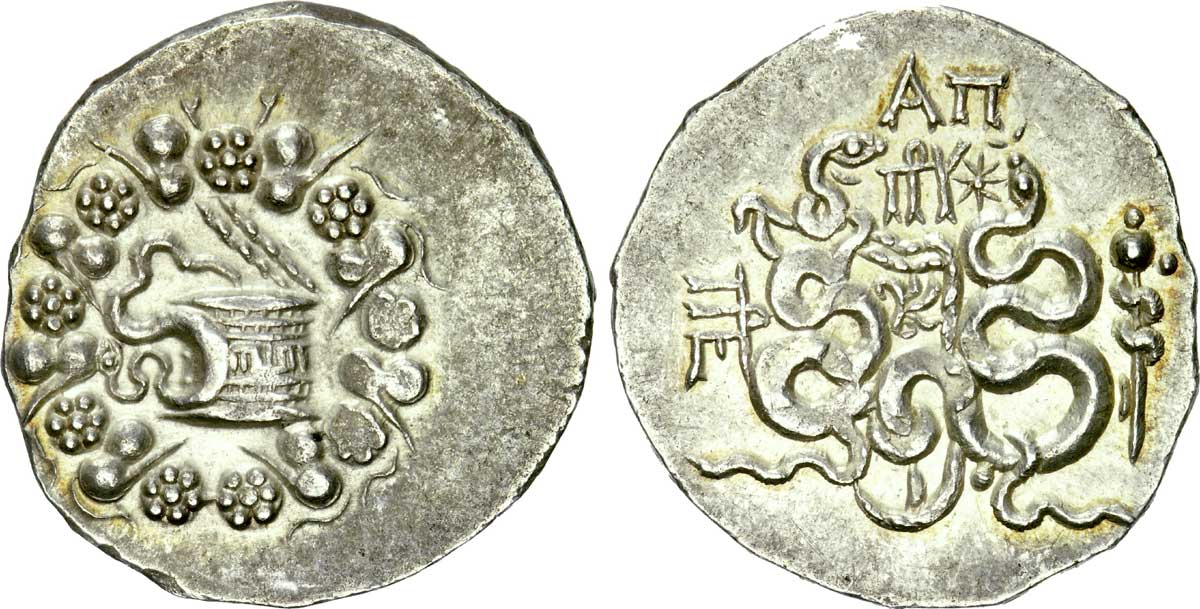
Cistophore de Pergame, ca. -123/-100 Avers : ciste mystique d'où s'échappe un serpent ; le tout dans une couronne dionysiaque. Revers : arc et goryte orné d'un aplustre (ornement de la poupe d'un navire) entre deux serpents ; dans le champ à droite, le bâton d’Esculape.

Pergame (en grec ancien : Πέργαμον / Pérgamon, littéralement « citadelle », en latin Pergamum) est une ancienne ville d'Asie Mineure, en Éolide, située au nord de Smyrne, au confluent du Caïque et du Cétios, à environ 25 km de la mer Égée.
À l'heure actuelle, son nom est Bergama (Turquie, province d'Izmir).

## Histoire
Le peuplement de Pergame est attesté dès le VIIIe siècle av. J.-C. Bien que la tradition la dise fondée par des Grecs d'Arcadie, il est peu probable qu'elle ait été une colonie grecque, vu son éloignement de la mer. Le roi de Perse la donne au Spartiate Démarate vers 480 av. J.-C. Une autre mention attestée de la ville remonte à 339 av. J.-C., date à laquelle elle est gouvernée par un tyran grec.

### Le royaume de Pergame
Pergame émerge après la mort d'Alexandre le Grand, en 323 av. J.-C. Le diadoque Lysimaque, un de ses généraux, y a entreposé ses trésors sous la garde de l'eunuque Philétairos. Celui-ci s'empare de Pergame et fonde en 282 av. J.-C. l'État pergamien. Il règne d'abord sous la tutelle des Séleucides. Profitant de la lutte entre ces derniers, son neveu et fils adoptif Eumène Ier, véritable fondateur de la dynastie des Attalides, vainc Antiochos Ier en 262 av. J.-C. et assure ainsi l'indépendance de Pergame, consolidée par son successeur Attale Ier Sôter, premier de la dynastie à prendre le titre de roi. Il s'allie avec les Romains au cours de la première guerre macédonienne, contre Philippe V de Macédoine. Après la victoire romaine de Magnésie du Sipyle en 189 av. J.-C., par la paix d'Apamée, Pergame reçoit de Rome une grande partie de l'Asie mineure. Par la victoire d'Attale Ier Sôter contre les Galates (des Celtes d'Anatolie centrale), Pergame étend son territoire de l'Hellespont à la Carie et l'Ionie, à la Cappadoce et à la partie occidentale de la Phrygie. C'est alors un royaume continental, avec un seul port important, Attalia, car les ports grecs de la mer Égée gardent leur indépendance.
L'apogée de Pergame est atteint sous Eumène II (roi à partir de 197 av. J.-C., mort en 159 av. J.-C.). La ville possède une agriculture et une industrie prospères : l'industrie fabrique des tissus, de la céramique et, surtout, des parchemins (grec ancien : περγαμηνή / pergamênế, qui veut dire « peau de Pergame », devenu en français « parchemin »), dont l'industrie s'est développée après l'interdiction de Ptolémée V, jaloux de la bibliothèque de Pergame, d'exporter des papyrus égyptiens vers Pergame. Grand bâtisseur, Eumène II agrandit la ville, consolide les fortifications, édifie le Grand Autel (actuellement au Musée de Pergame de Berlin) et le temple d'Athéna, de nombreux gymnases, et une grande bibliothèque. Il acquiert des sculptures et protège Delphes. À cette époque, Pergame est à la fois l'alliée de Rome et un promoteur de l'hellénisme en Asie Mineure pour contrebalancer cette alliance génératrice d'inimitiés de la part des villes grecques. Elle devient l'un des grands centres de la culture hellénistique, avec Athènes et Alexandrie. Elle attire de nombreux sculpteurs et philosophes.

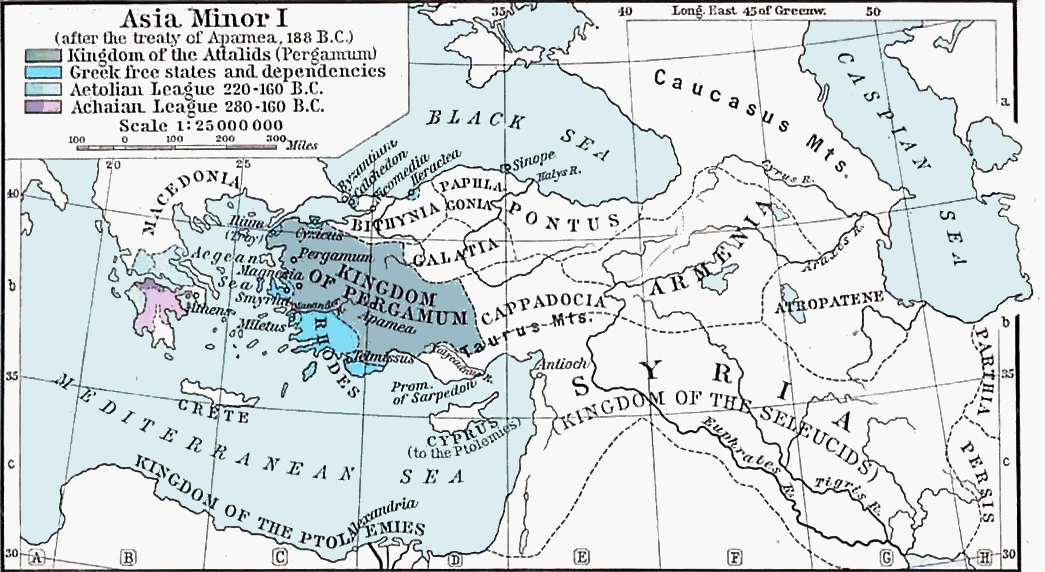
Le royaume de Pergame à son apogée territorial, autour de -188

Le dernier souverain attalide, Attale III (139 à 133 av. J.-C.), sans héritier, choisit par testament Rome comme exécuteur testamentaire, en 133 av. J.-C., lui laissant le choix de trouver le meilleur successeur. Le Sénat romain préfère conserver l'administration du riche royaume, dont il fait la province d'Asie. Sous gouvernement romain, la prospérité et l'expansion de Pergame continuent.
Au IIe siècle apr. J.-C., elle connaît même un second apogée, avec l'édification de temples, dont le temple des dieux égyptiens, dit « Basilique rouge » (Kızıl Avlu). Le sanctuaire d'Asclépios devient un centre médical d'une grande renommée. C'est la patrie du grand médecin Galien.
À la fin de ce même IIe siècle, Pergame se convertit au christianisme. Le temple de Sérapis, dans le sanctuaire des dieux égyptiens, est transformé en église chrétienne ; elle est citée dans l'Apocalypse parmi les sept Églises d'Asie. Les chrétiens de la ville sont mis en garde contre les tenants du nicolaïsme. La ville connaît ensuite le déclin de l'Empire romain.
En 716, elle est conquise par les Arabes, puis est reprise par les Byzantins et passe sous domination ottomane au XIVe siècle. Cette ville provinciale existe toujours, sous le nom de Bergama.

#### Liste des rois de Pergame de322à129av. J.-C.
- 322–281 av. J.-C. : Lysimaque, roi de Thrace
- 281–263 av. J.-C. : Philétaire, dynaste
- 263–241 av. J.-C. : Eumène Ier, dynaste
- 241–197 av. J.-C. : Attale Ier Sôter, dynaste puis roi en 238 av. J.-C.
- 197–160 av. J.-C. : Eumène II, Sôter
- 160–139 av. J.-C. : Attale II, Philadelphe
- 139–133 av. J.-C. : Attale III, Philometor
- 133–129 av. J.-C. : Eumène III, Aristonicos

### La ville à son apogée auIIesiècleav. J.-C.

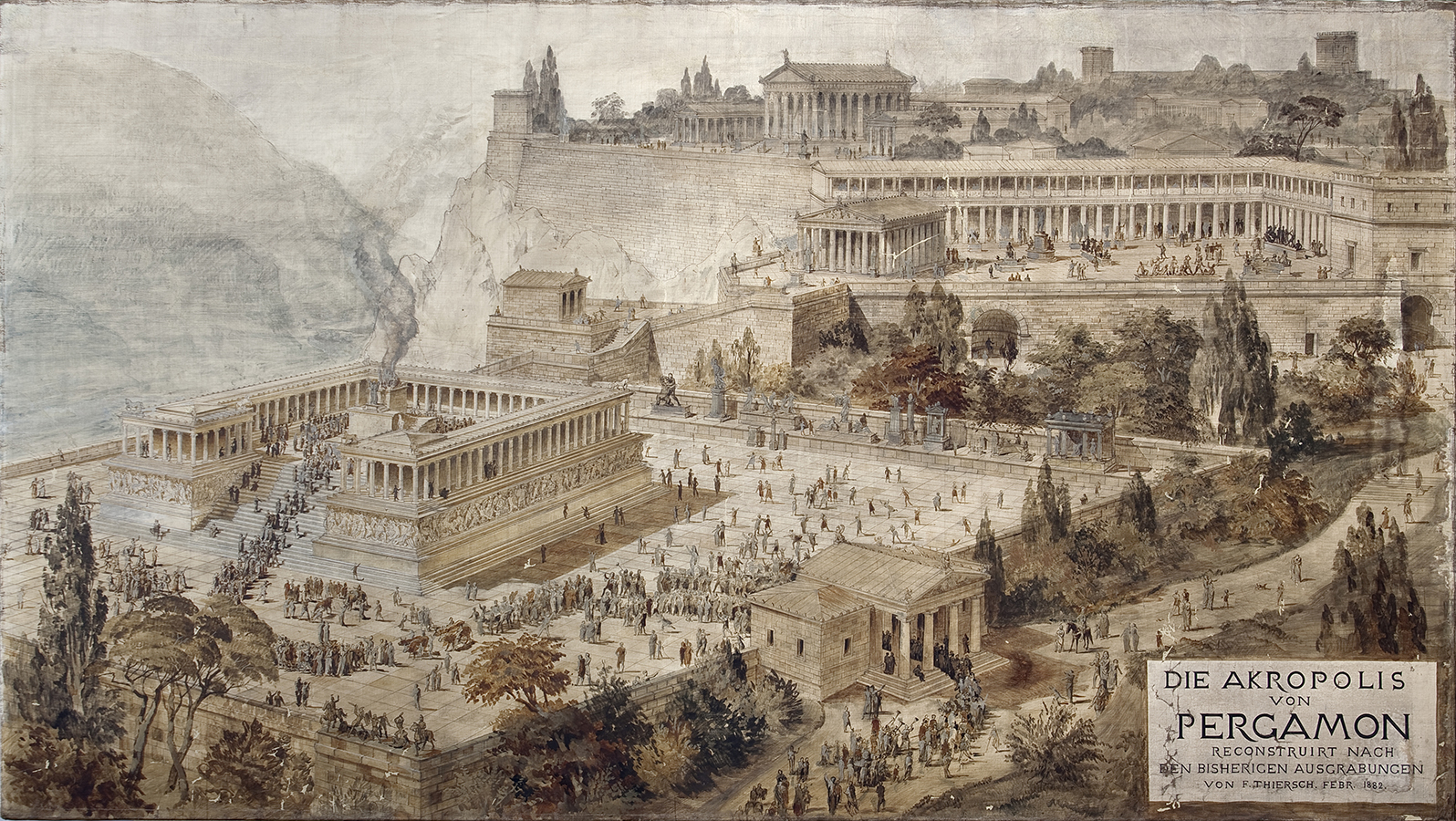
Restitution de l'acropole de Pergame, Friedrich Thierch, 1882.

Pergame, construite sur une hauteur (335 m), est la superposition de trois villes, réunies les unes aux autres par des escaliers, avec des belvédères et des terrasses supportant des portiques à deux étages. Dans la ville haute se trouvent les bâtiments administratifs (agora, palais, arsenal, bibliothèque, théâtre, temples de Dionysos, d’Athéna Polias, Grand Autel dit autel de Zeus à Pergame) et dans la ville moyenne un magnifique gymnase, les temples de Déméter et d’Héra Basileia, le Prytanée. La ville basse constitue le centre commercial.
La ville est au centre d’un riche terroir (blé, oliviers, vignes, élevage). L’industrie est diversifiée (parfums, draps fins, parchemins). Sa bibliothèque, riche de 200 000 volumes, rivalise avec celle d'Alexandrie. Le palais royal renferme un véritable musée de sculptures. Elle est fameuse pour son école de rhéteurs, ses ateliers de sculpteurs. Ses artistes dionysiaques en font le principal foyer de l’art dramatique.

### La bibliothèque de Pergame

Plan du sanctuaire d'Athéna (1885), identifiant la bibliothèque aux quatre salles situées au-dessus du portique nord.

La bibliothèque de Pergame est une des plus importantes bibliothèques de l'Antiquité. Elle n'était dépassée, dans le monde grec, que par celle d'Alexandrie.
Attale Ier (241-191 av. J.-C.), roi de Pergame, protecteur des arts et des sciences, fit venir dans sa ville de nombreux savants. Il a peut-être lancé lui-même le projet d'une bibliothèque, mais c'est son successeur, Eumène II (191-159 av. J.-C.), qui l'établit sur l'acropole, probablement au-dessus la stoa (le portique) nord du sanctuaire d'Athéna, auquel elle était associée.

## Archéologie

### Acropole haute

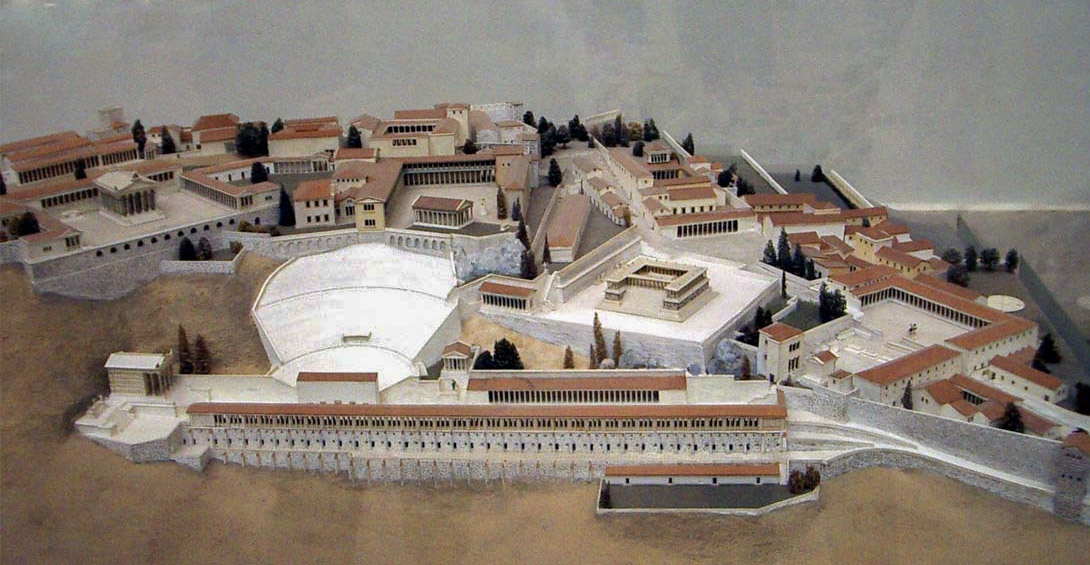
Maquette de l'acropole de Pergame. Musée de Pergame, Berlin. Au premier plan, le théâtre et sa terrasse, avec le temple de Dionysos à gauche. Au-dessus, de gauche à droite : le temple de Trajan ; le temple d'Athéna et la bibliothèque ; le grand autel de Zeus ; l'agora supérieure et la porte fortifiée.

|  |  |

#### Autel de Pergame

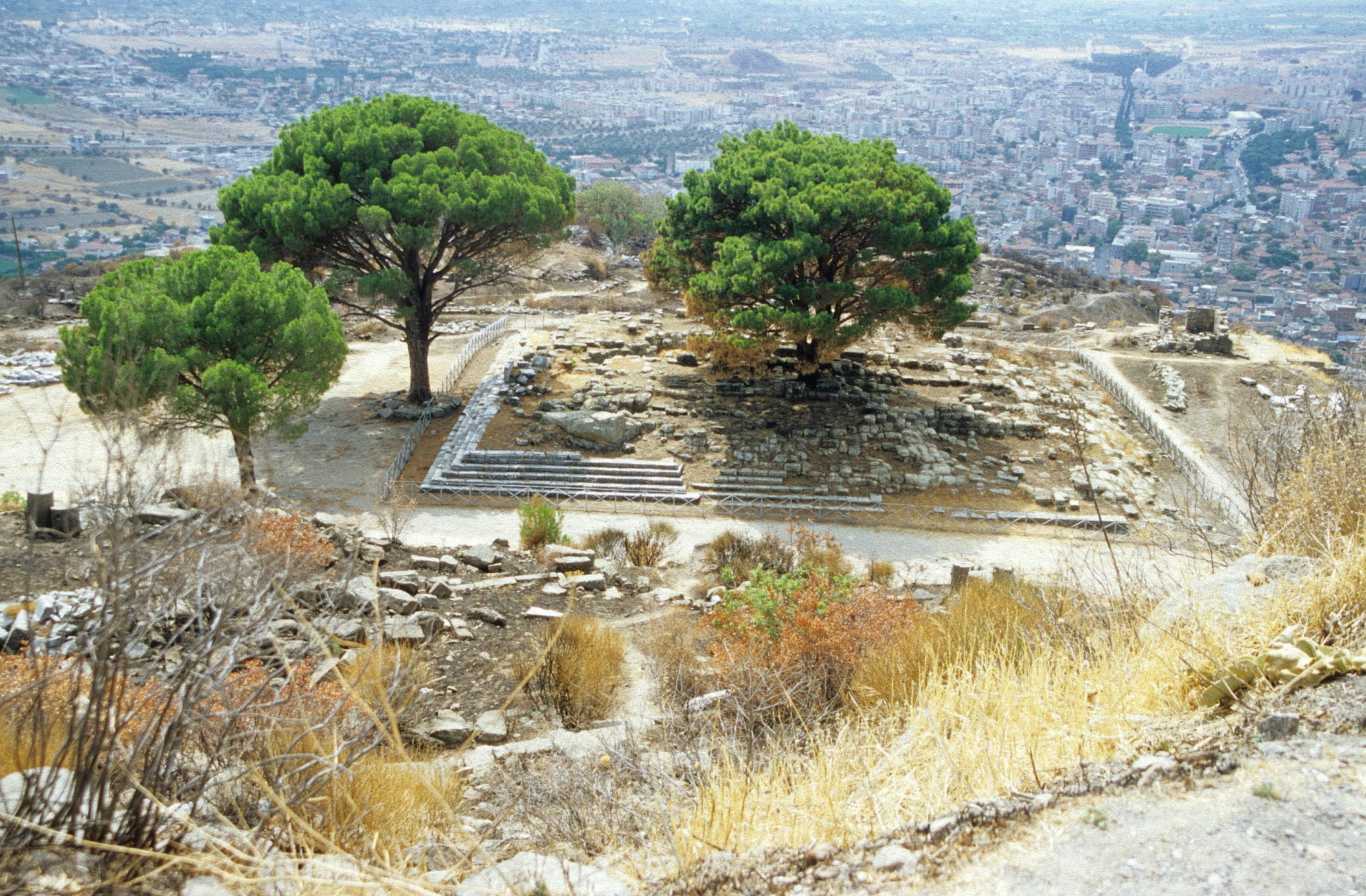
Fondations du Grand Autel de Pergame, in situ.

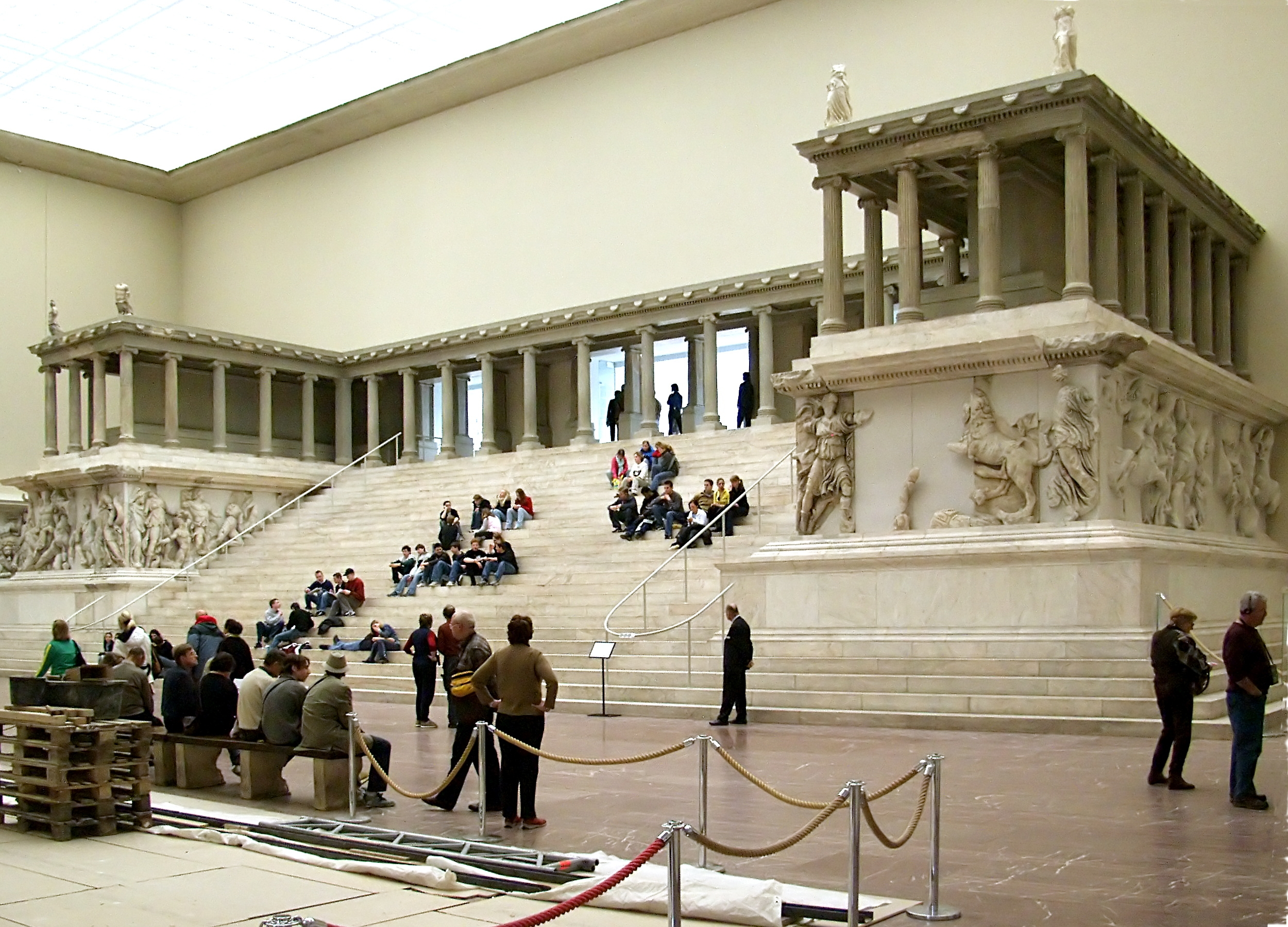
Le Grand Autel de Pergame, reconstitué au Pergamon Museum de Berlin.

La construction la plus prestigieuse de la ville antique est l'autel monumental du début du IIe siècle av. J.-C., probablement dédié à Zeus ou à Athéna, dont les fondations sont toujours visibles au sommet de l'acropole, dominant le théâtre, la ville et les autres temples de Pergame. Les vestiges de la frise du grand autel de Pergame ont été recueillis par les archéologues allemands à la fin du XIXe siècle, qui les ont réassemblés et reconstitués dans toute la mesure du possible. Ils sont conservés et exposés au musée de Pergame, à Berlin (fermé jusqu'en 2027 pour une nouvelle configuration).
Pour la construction de l'autel, la colline a été aplanie et aménagée en terrasses, afin d'harmoniser l'orientation du monument avec le temple d'Athéna voisin. La base, d'environ 36 × 33 m, était ornée à l'extérieur d'une représentation détaillée en haut-relief de la Gigantomachie, la bataille mythique entre les dieux de l'Olympe et les Géants. La frise, d'une hauteur de 2,30 m et d'une longueur de 113 m, est la plus longue frise de l’Antiquité après celle du Parthénon. Un escalier monumental de 20 m de large, du côté ouest, mène à la structure supérieure, formée d'une vaste cour ceinte d'une colonnade dont les murs intérieurs étaient ornés d'une seconde frise illustrant la vie de Télèphe, fils d'Héraclès et fondateur légendaire de la cité. Cette frise, d'une hauteur d'environ 1,60 m, est donc de dimensions nettement moindres que la frise extérieure,.

#### Temple d'Athéna

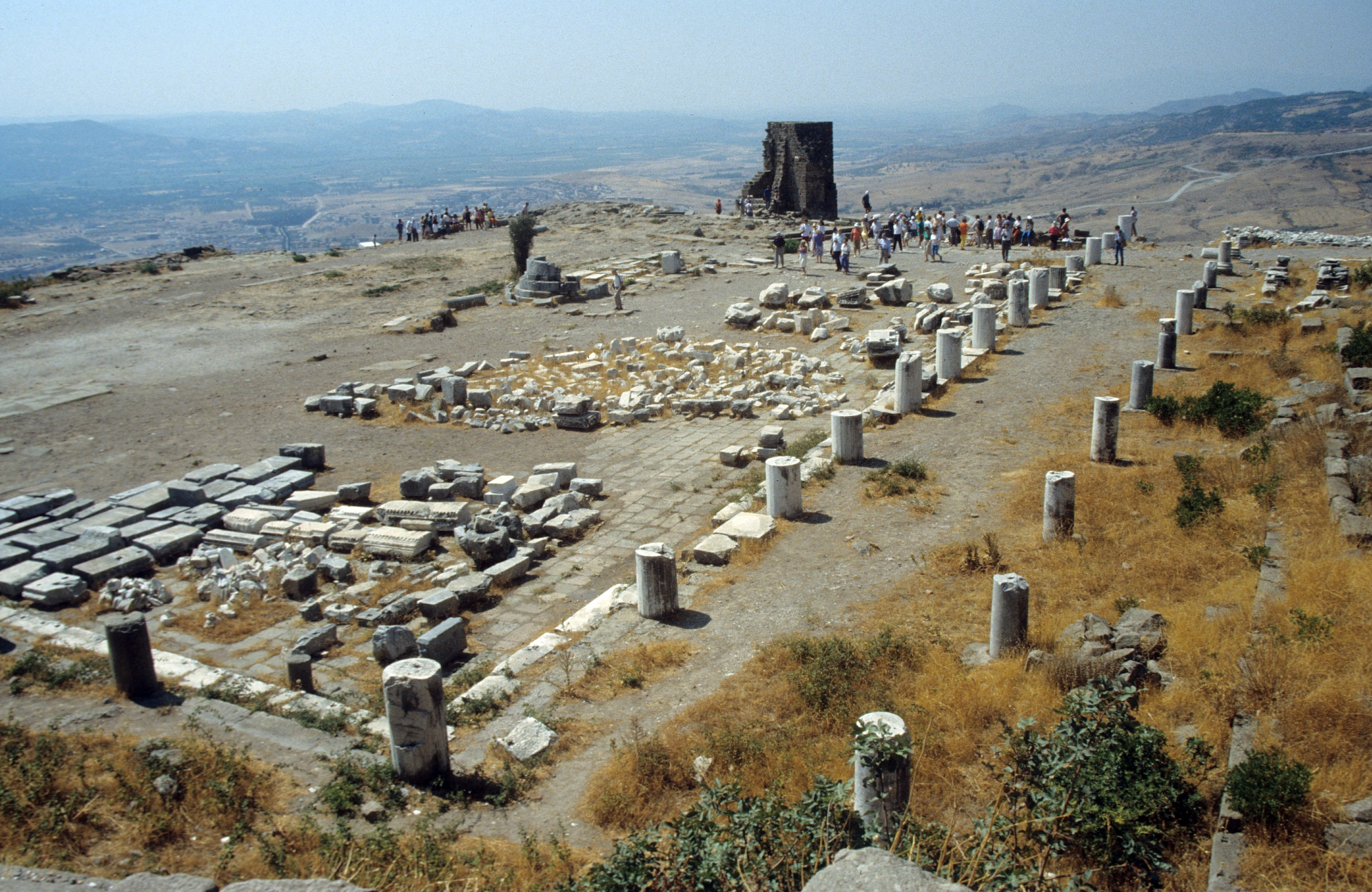
Sanctuaire d'Athéna, au-dessus du théâtre.

Le sanctuaire d'Athéna, situé sur la terrasse de l'Acropole juste au-dessus du théâtre, entre le temple de Trajan et le Grand Autel, est le plus ancien temple de Pergame, du IVe siècle av. J.-C. C'était un temple périptère dorique orienté au nord, à 6 × 10 colonnes, avec une cella divisée en deux salles. Les fondations, d'environ 12,70 × 21,80 m, sont encore visibles aujourd'hui. Les colonnes mesuraient environ 5,25 m de haut et 0,75 m de diamètre, la distance entre les colonnes étant de 1,62 m : la colonnade était donc très légère pour un temple de cette époque. Cela correspond à la forme des triglyphes, qui se présentent habituellement en une séquence de deux triglyphes et deux métopes, mais sont ici composés de trois triglyphes et trois métopes. Les colonnes sont non cannelées et non ravalées, sans qu'on sache clairement si cela est dû à la négligence ou à l'inachèvement.
Une stoa à deux niveaux, entourant le temple sur trois côtés, a été ajoutée sous Eumène II, ainsi que le propylée de l'angle sud-est, qui se trouve maintenant, en grande partie reconstitué, au musée de Pergame à Berlin. La balustrade du niveau supérieur des portiques est et nord était décorée de reliefs représentant des armes qui commémoraient les victoires d'Eumène II. La construction mêlait des colonnes ioniques et des triglyphes doriques (dont il reste cinq triglyphes et métopes). Dans la zone du sanctuaire, Attale Ier et Eumène II ont construit des monuments commémorant leurs victoires, notamment sur les Gaulois. La stoa nord semble avoir abrité la bibliothèque de Pergame.

#### Temple de Trajan

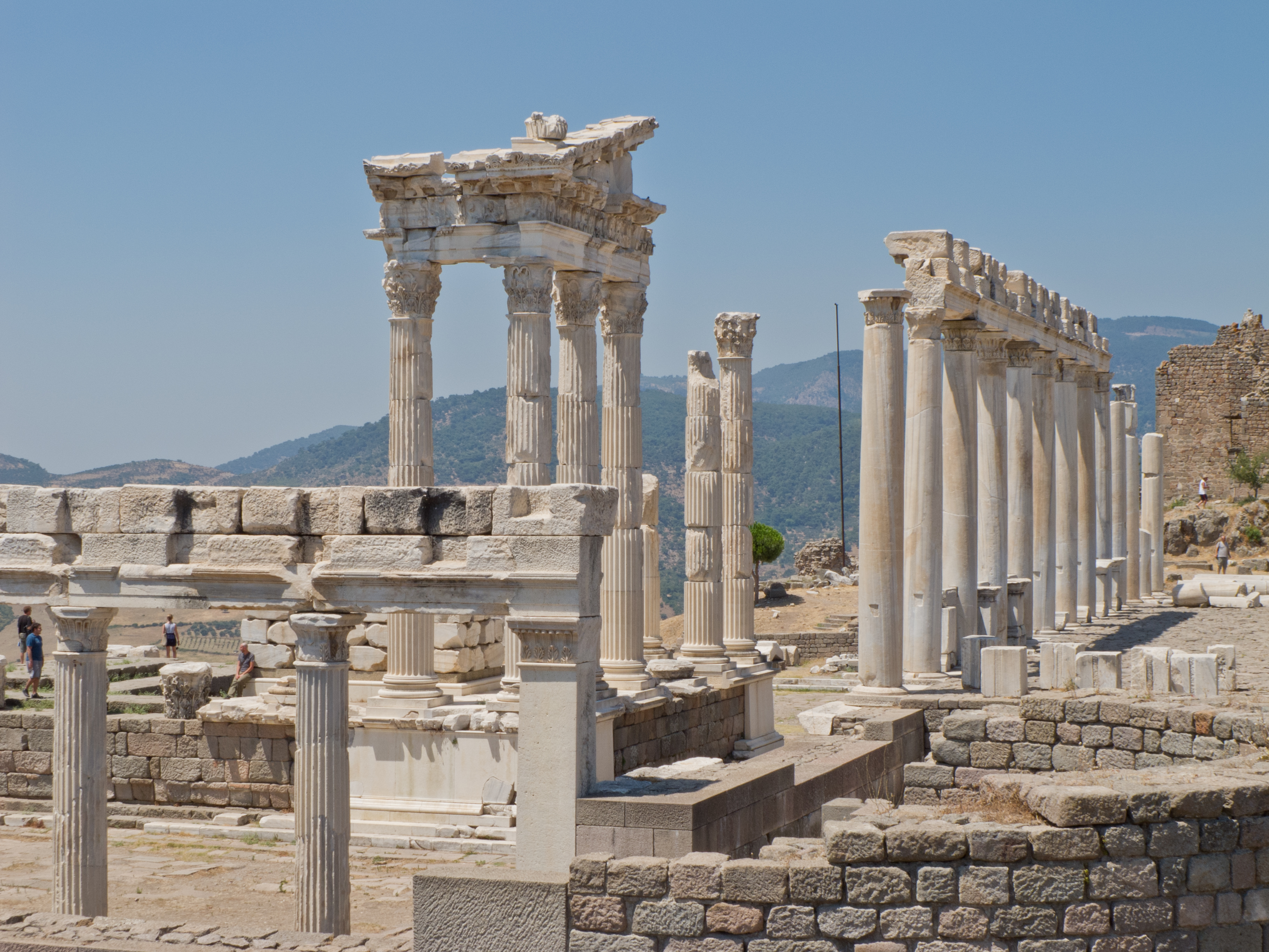
Temple de Trajan.

Au point culminant de l'acropole se dressait le temple de Trajan et de Zeus Philios. Au milieu d'une terrasse établie sur une structure en voûte, le temple s'élevait sur un podium d'une hauteur de 2,90 m. Le temple lui-même était d'ordre corinthien, de 18 mètres de large, de 6 × 9 colonnes et deux colonnes in antis.
Au nord, la zone était fermée par une haute stoa, tandis que sur les côtés ouest et est, elle était entourée de simples murs de pierre de taille, jusqu'à ce que, sous le règne d'Hadrien, d'autres stoas soient insérées.
Les fouilles de la cella ont révélé des fragments de statues de Trajan et d'Hadrien, et de la statue de culte de Zeus Philios.

#### Théâtre

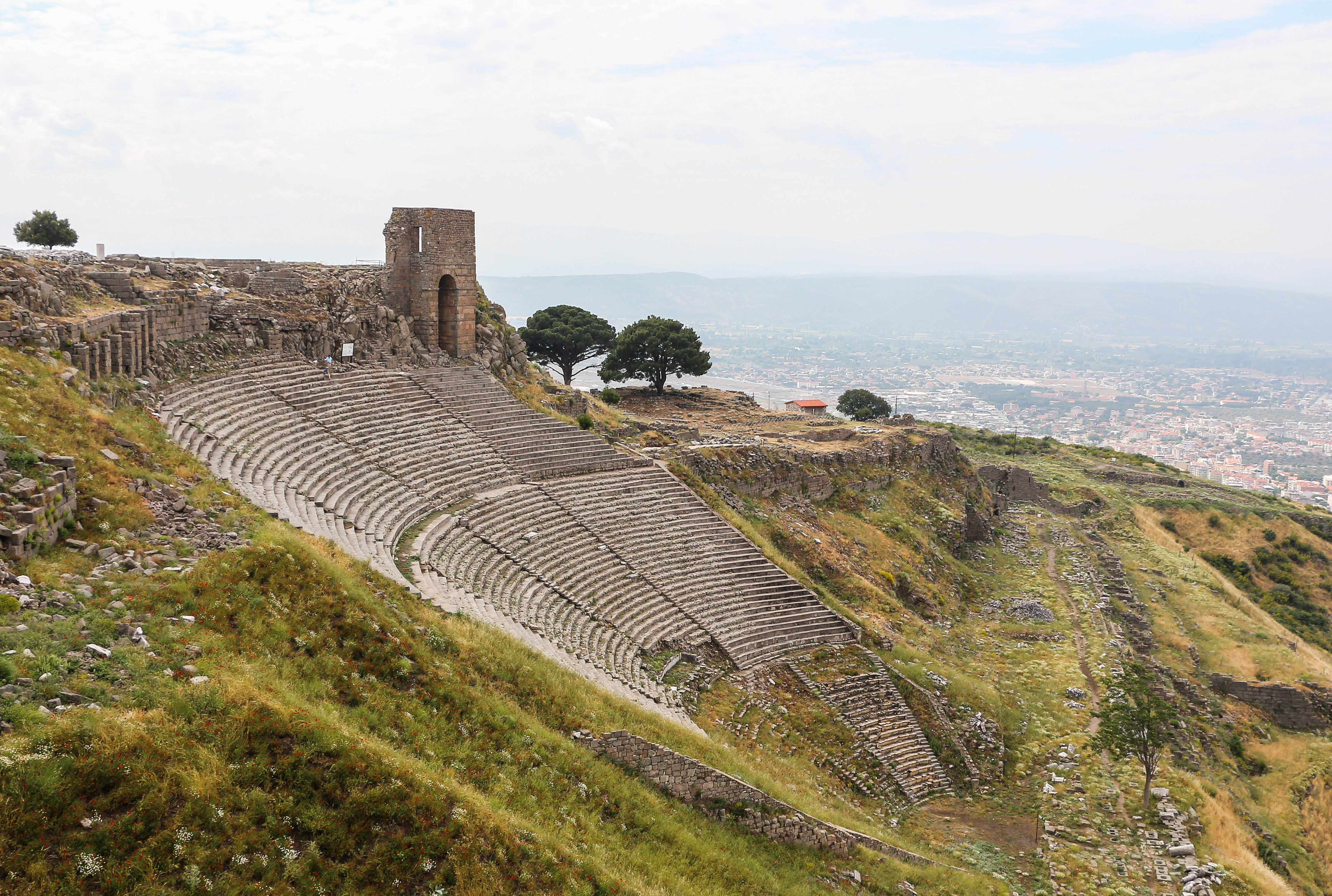
Théâtre de Pergame.

Le théâtre, bien conservé, est lui aussi rattaché à la période hellénistique, sans qu'il soit possible de donner une date précise pour sa construction. Il pouvait accueillir environ 10 000 spectateurs, sur 78 rangées de gradins. D'une hauteur de 36 mètres, c'est le plus abrupt de tous les théâtres antiques. Le koilon (ensemble des gradins) est divisé horizontalement par deux allées (diazomata), et verticalement par des escaliers de 0,75 m de large en sept secteurs dans la partie basse et six dans les parties du milieu et du haut,.

#### Terrasse du théâtre et temple de Dionysos

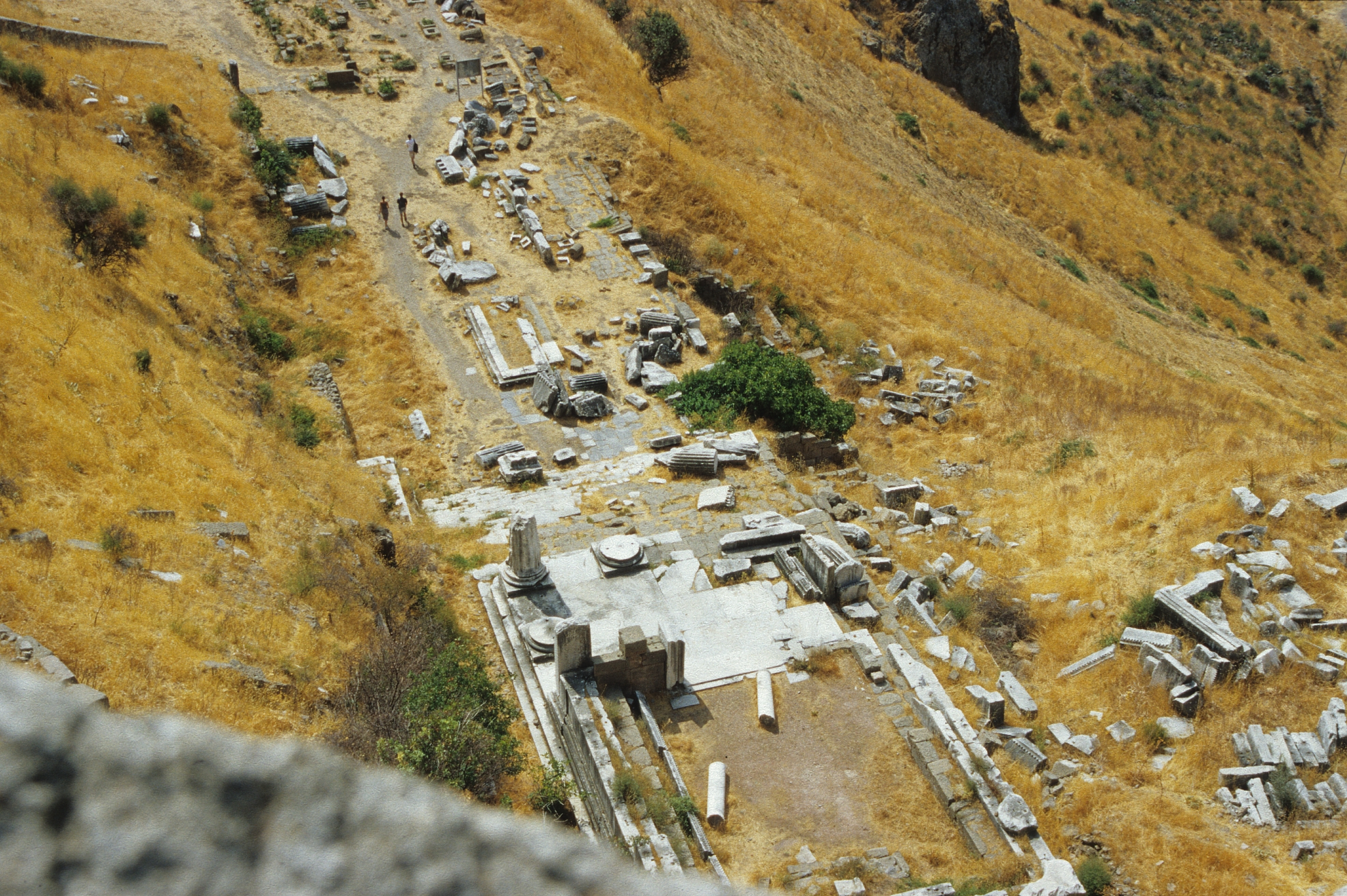
Temple de Dionysos, à l'extrémité nord de la terrasse du théâtre.

Au-dessous du théâtre s'étend une longue terrasse de 247 × 17,4 m, reposant sur un haut mur de soutènement et encadrée par une stoa (portique). Venant de l'agora supérieure, on pouvait y accéder par un bâtiment d'entrée situé au sud.
À la fin du IIIe siècle av. J.-C., les Attalides firent de Dionysos le dieu tutélaire de leur dynastie. Au début du IIe siècle av. J.-C., Eumène II fit ériger un temple de Dionysos à l'extrémité nord et à 4,50 m au-dessus du niveau de la terrasse du théâtre. Ce temple a été conçu comme un édifice prostyle d'ordre ionique en marbre, tétrastyle avec deux colonnes en arrière-plan donnant accès au pronaos. Seuls quelques vestiges de la phase de construction hellénistique ont été conservés. La plus grande partie des matériaux visibles résultent d'une rénovation du temple, probablement sous Caracalla, peut-être aussi sous Hadrien.

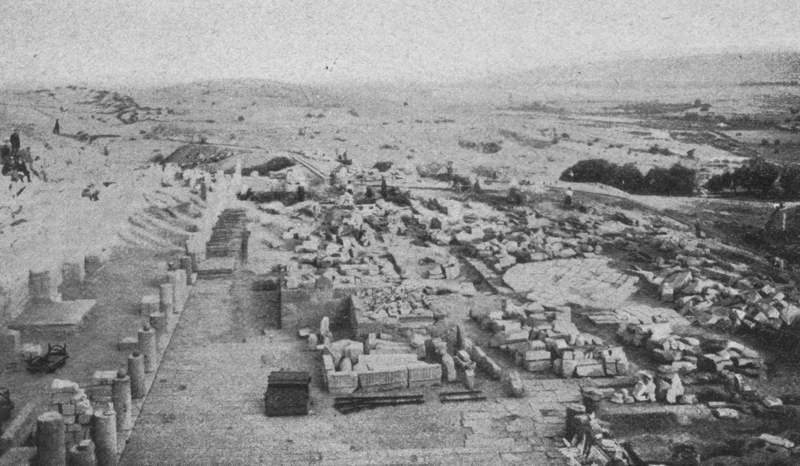
L'agora inférieure, lors des fouilles de 1902.

### Acropole basse
À mi-hauteur de la colline de l'Acropole se trouvent les vestiges d'un sanctuaire de Déméter, d'un temple d'Héra, d'un gymnase et? plus bas, au pied de la colline, d'une seconde agora (« agora inférieure »), zone fouillée par Wilhelm Dörpfeld et Alexander Conze de 1900 à 1913.

#### Sanctuaire de Déméter

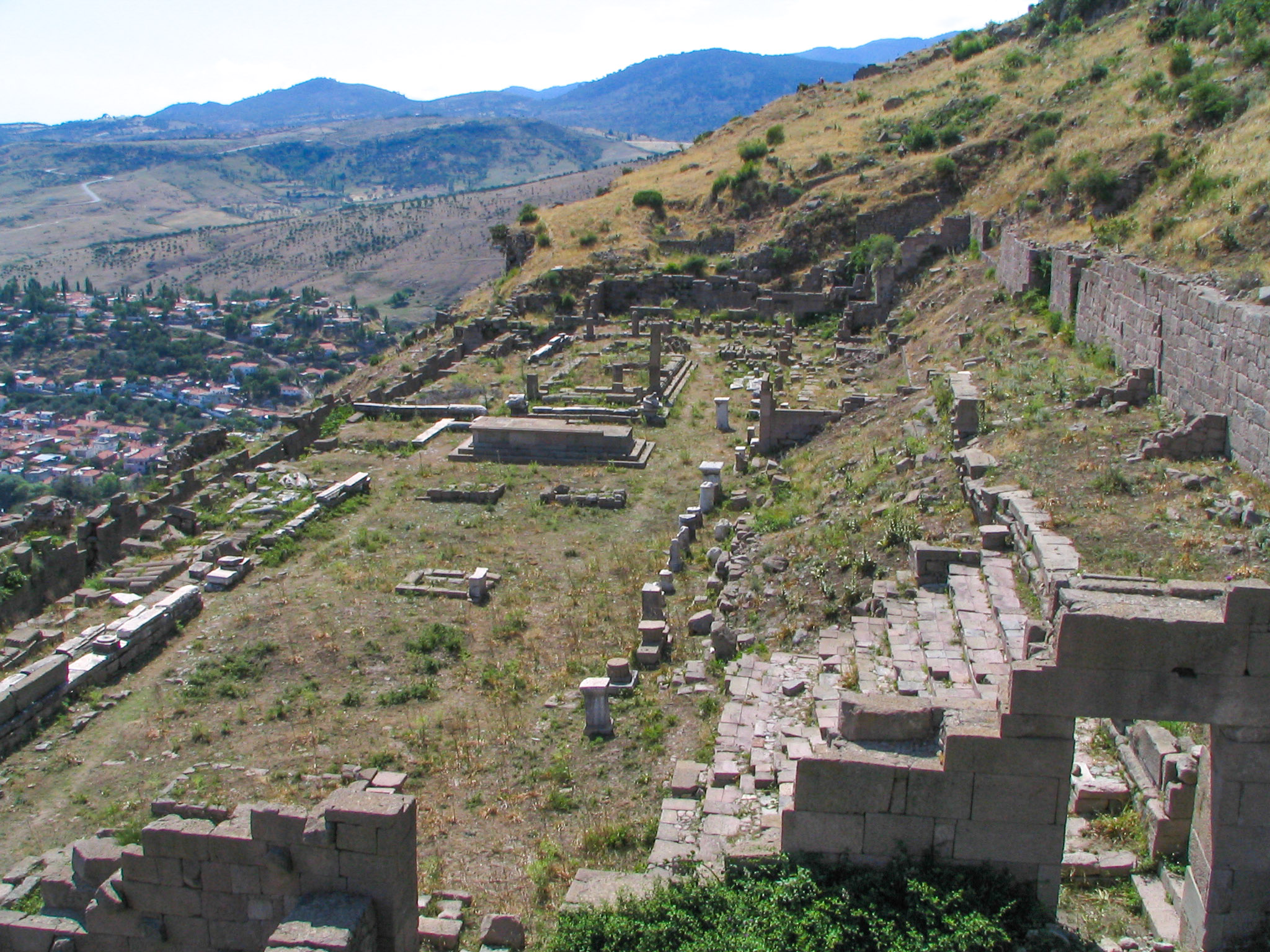
Le sanctuaire de Déméter, depuis l'est.

Le grand sanctuaire de Déméter, d'environ 50 × 110 m, était situé sur la corniche médiane au sud de la colline de l'acropole. Le sanctuaire lui-même est ancien : son utilisation remonte au IVe siècle av. J.-C.
On entrait dans le sanctuaire par un propylée, à l'est, qui s'ouvrait sur une cour entourée de portiques sur trois côtés. Au milieu de la moitié ouest de la cour s'élevait le temple ionique de Déméter, un simple temple in antis de 6,45 × 12,70 m, qui, à l'époque d'Antonin le Pieux, reçut un vestibule corinthien. Le bâtiment hellénistique, construit à partir de matériaux locaux, avait une frise de marbre ornée de bucranes et de guirlandes. À environ 9,50 m devant le bâtiment orienté à l'est se trouvait un autel d'environ 7 × 2,30 m. Le temple et l'autel ont été construits par Philétairos et son frère Eumène en l'honneur de leur mère la déesse Boa.
Dans la cour est, devant la salle à colonnes nord, ont été aménagés plus d'une dizaine de gradins pour les participants aux Mystères de Déméter. Environ 800 mystes pouvaient y prendre place.

#### Temple d'Héra

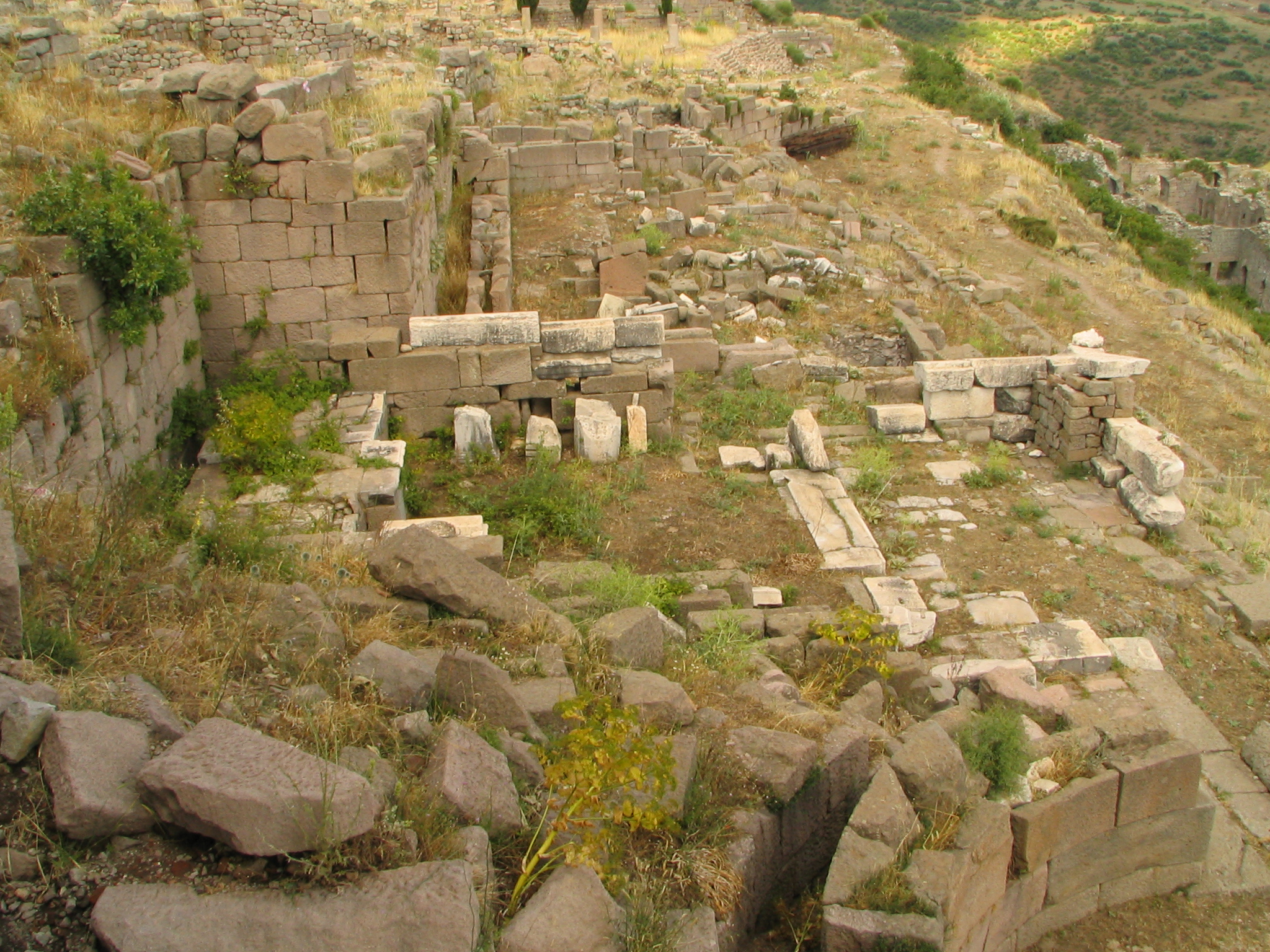
Le temple d'Héra, vu de l'ouest.

Le sanctuaire d'Héra Basiléia (« la reine ») se trouve au nord de la terrasse supérieure du gymnase. Sa structure repose sur deux terrasses parallèles : celle du sud à environ 107,4 m au-dessus du niveau de la mer et celle du nord à environ 109,8 m au-dessus du niveau de la mer. Le temple d'Héra était établi au milieu de la terrasse supérieure, face au sud, avec une exèdre de 6 m de large à l'ouest et un bâtiment dont la fonction est très peu claire à l'est. Les deux terrasses étaient reliées par un escalier de onze marches d'environ 7,5 m de large, descendant de l'avant du temple.
Le temple mesurait environ 7 × 12 m. Il reposait sur une fondation à trois marches. C'était un temple prostyle tétrastyle dorique, avec trois triglyphes et métopes pour chaque travée de l'entablement. Tous les autres bâtiments du sanctuaire étaient en trachyte, mais la partie visible du temple était en marbre ou du moins avait un revêtement en marbre. Une base, à l'intérieur de la cella, soutenait trois statues de culte.
Les restes de l'inscription sur l'architrave indiquent que le bâtiment était le temple d'Héra Basiléia et qu'il a été érigé par Attale II.

#### Gymnase
Un grand gymnase a été construit au IIe siècle av. J.-C. sur le côté sud de l'Acropole. Il se composait de trois terrasses, avec l'entrée principale à l'angle sud-est de la terrasse la plus basse.
La terrasse la plus basse et la plus au sud est de petites dimensions, presque exempte de bâtiments. Ce gymnase inférieur a été identifié comme celui des garçons.
La terrasse du milieu mesure environ 250 m de long et 70 m de large au centre. Sur son côté nord se trouvait une salle à deux étages. La partie est de la terrasse portait un petit temple prostyle d'ordre corinthien. Un stade couvert, communément appelé stade souterrain, est situé entre la terrasse moyenne et la terrasse supérieure.
La terrasse supérieure s'étend sur 150 × 70 m, ce qui en fait la plus grande des trois terrasses. Elle se composait d'une cour entourée de stoas et d'autres structures, mesurant environ 36 × 74 m. Ce complexe, identifié comme une palestre, comportait une salle de conférences en forme de théâtre au-delà de la stoa nord, probablement d'époque romaine, et une grande salle de banquets au centre. D'autres salles de fonctions incertaines étaient accessibles depuis les stoas. À l'ouest se trouvait un temple ionique in antis exposé au sud qui constituait le sanctuaire central du gymnase. La zone orientale a laissé place à un complexe thermal à l'époque romaine. D'autres bains romains ont été construits à l'ouest du temple ionique.

### Cour rouge et pont romain sur le Sélinus

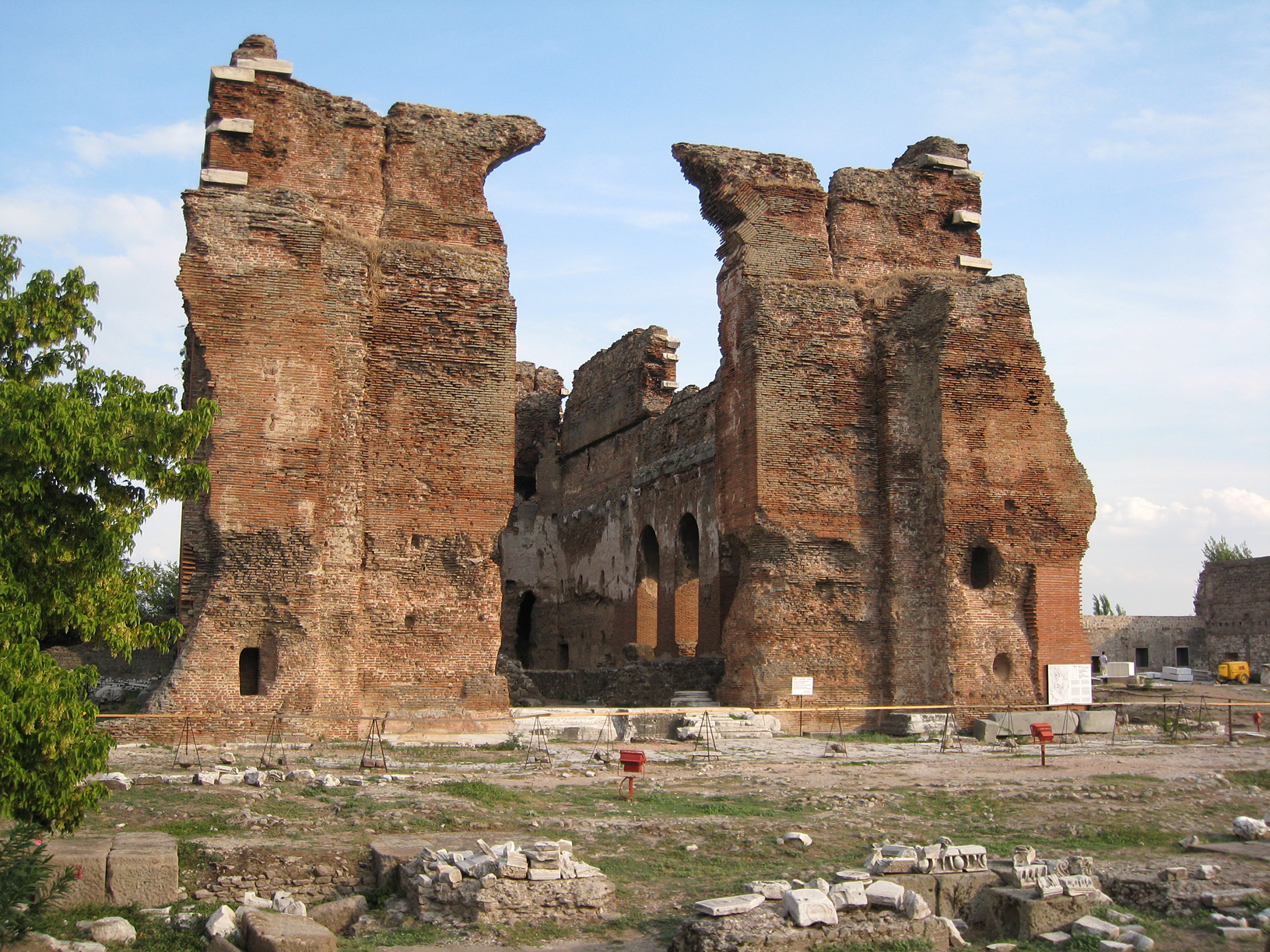
La basilique vue de l'ouest.

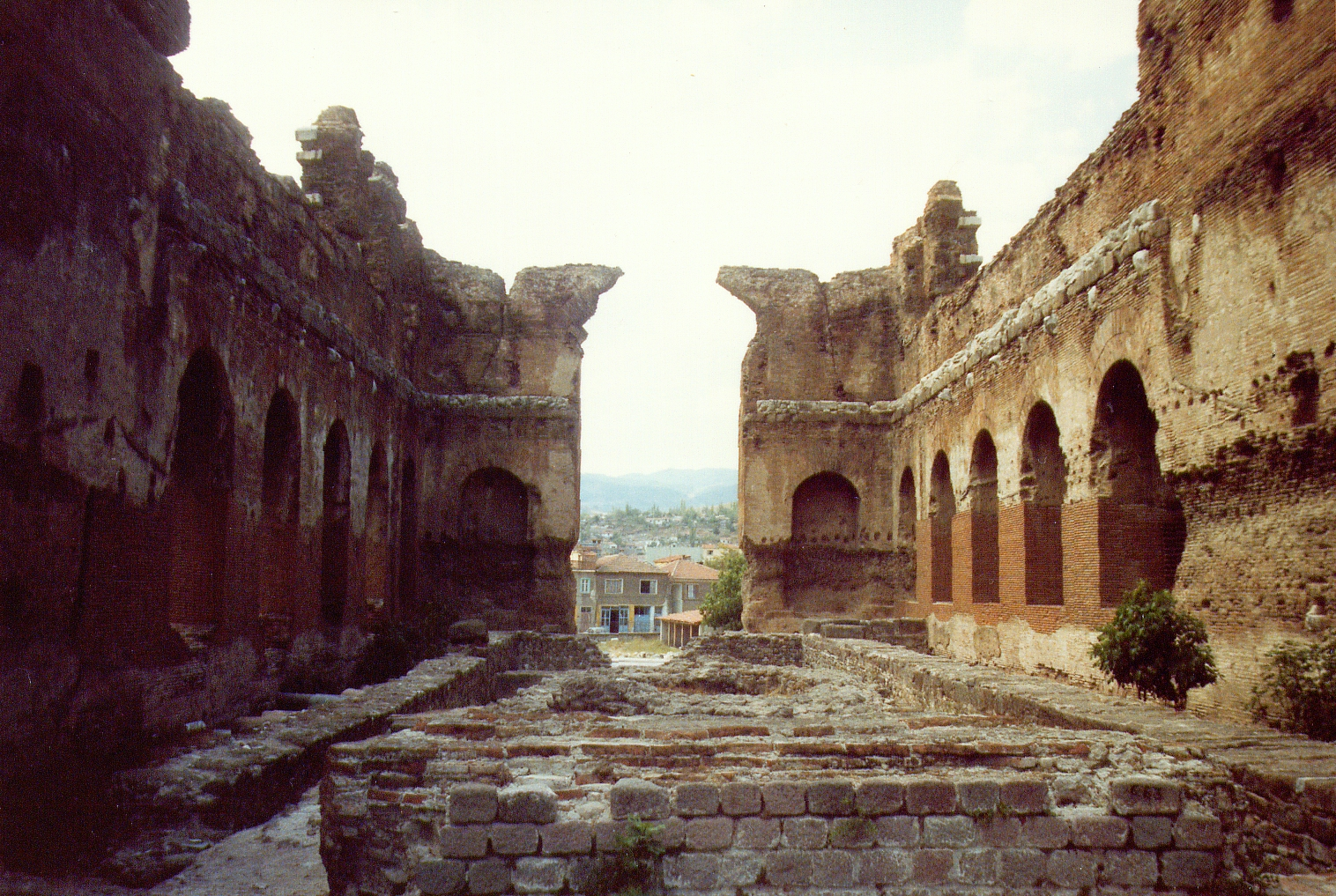
Intérieur de la basilique, depuis l'est.

La Basilique rouge ou Cour rouge (en turc : Kızıl Avlu) est un temple romain monumental dont les ruines imposantes en briques rouges dominent le centre de la ville actuelle de Pergame. Le temple a probablement été construit du temps d'Hadrien, pour le culte des dieux égyptiens Isis, Sérapis, peut-être Osiris, et aussi d'autres dieux mineurs, à qui peut-être était dédiée une paire de rotondes annexes pratiquement intactes, de part et d'autre du temple principal.

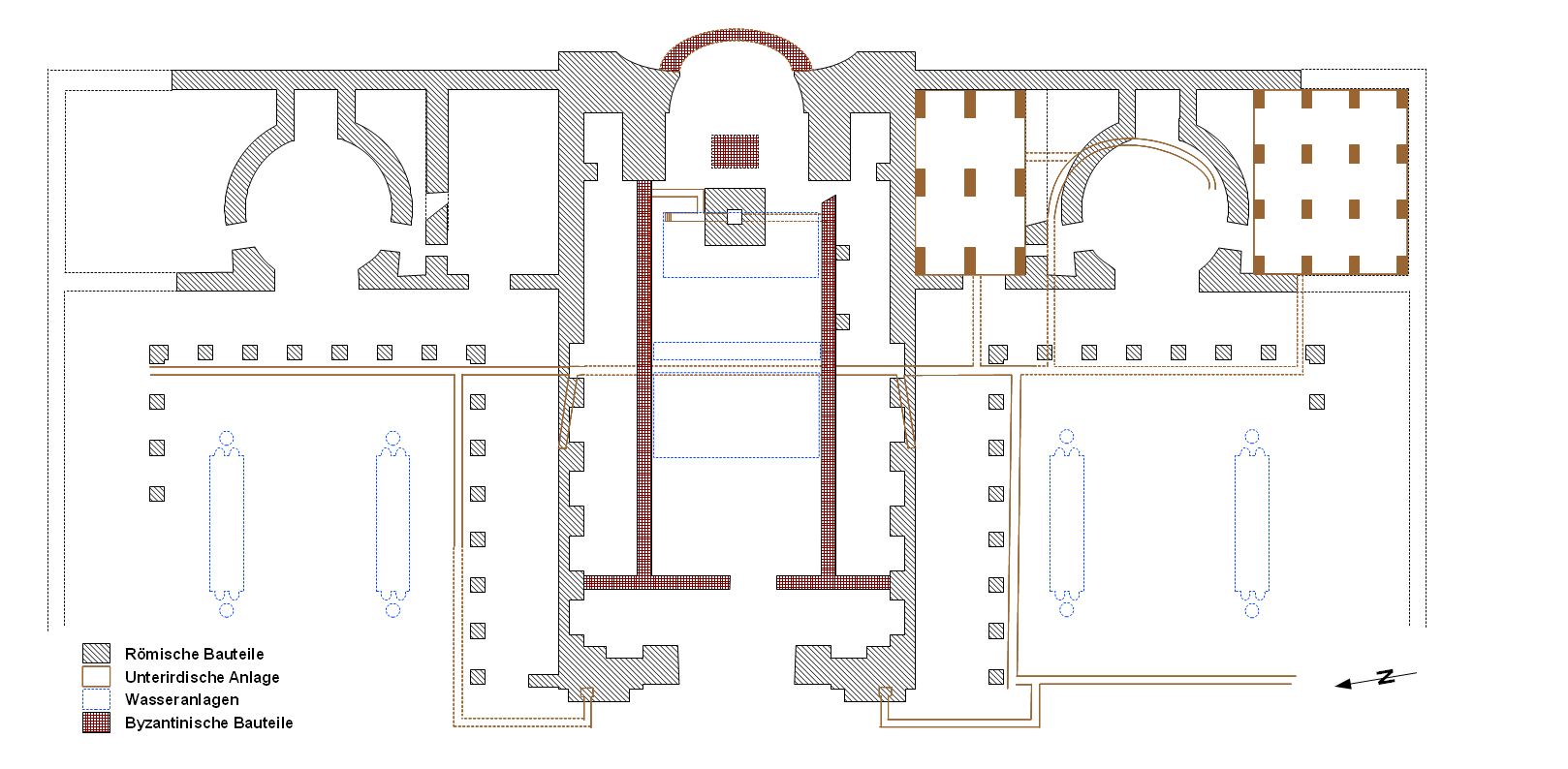
Plan de la basilique et des monuments annexes.
Les parties romaines sont en gris, les ajouts d'époque byzantine en rouge ; les installations souterraines sont en bistre et les bassins en bleu.

Bien que le bâtiment lui-même soit d'une taille immense, il ne s'agit que d'une partie d'un complexe sacré beaucoup plus vaste, entouré de hauts murs, comparable à celui du temple colossal de Jupiter à Baalbek.
L'ensemble du complexe a été construit directement au-dessus de la rivière Sélinus, ce qui constitue un exploit technique : la construction d'un immense pont d'une largeur de 196 mètres de largeur, unique en son genre durant toute l'Antiquité, a permis de canaliser la rivière en un double tunnel traversant en diagonale l'esplanade du temple. Le pont-tunnel romain de Pergame tient toujours aujourd'hui, soutenant des bâtiments modernes et même le trafic des véhicules.
Une autre série de tunnels et de chambres se trouve sous le temple principal, le reliant aux rotondes latérales et donnant un accès privé à différentes zones du complexe. Divers bassins et canaux de drainage situés sous le temple principal ont peut-être servi à des reconstitutions symboliques de la crue du Nil.
Le temple a été converti par les Byzantins en une église chrétienne dédiée à saint Jean, qui fut ensuite détruite et abandonnée. De nos jours, on peut visiter les ruines du temple principal et l’une des rotondes latérales, tandis que l’autre rotonde (au nord) est utilisée comme une petite mosquée.

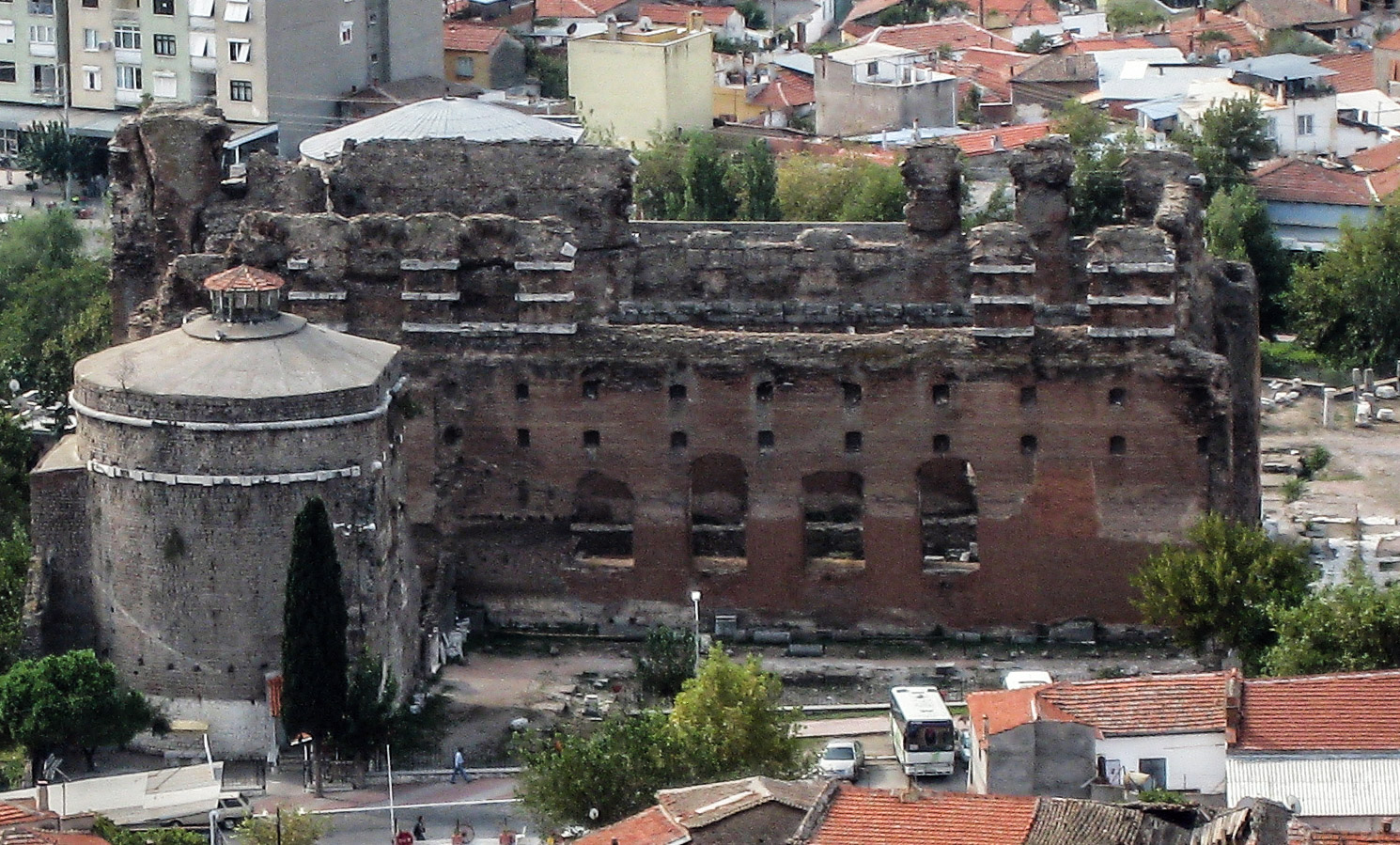
Basilique et rotonde nord.
Plan d'ensemble avec le pont sous l'esplanade.
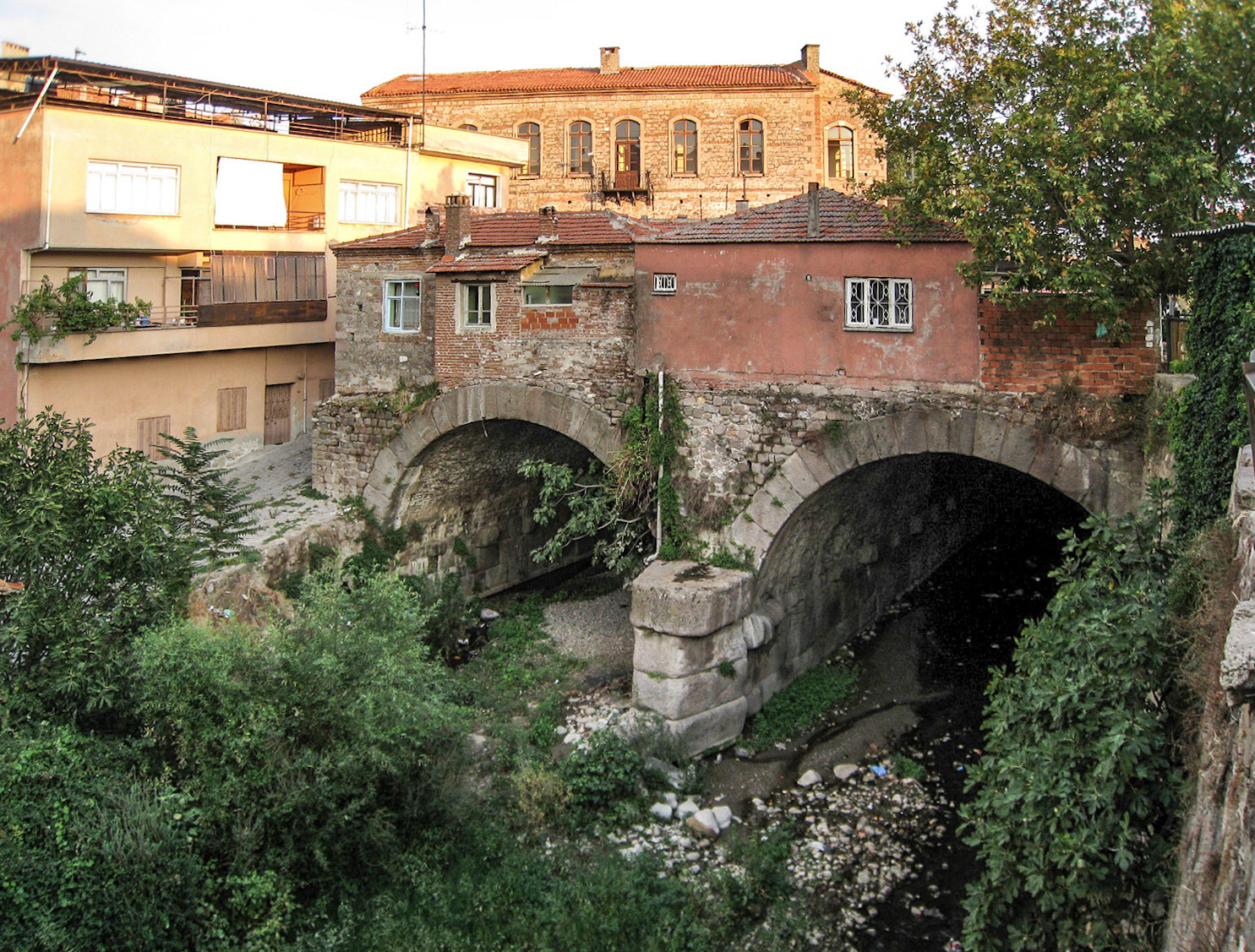
Entrée des deux canalisations du pont, au nord-ouest.

### Sanctuaire d'Asclépios

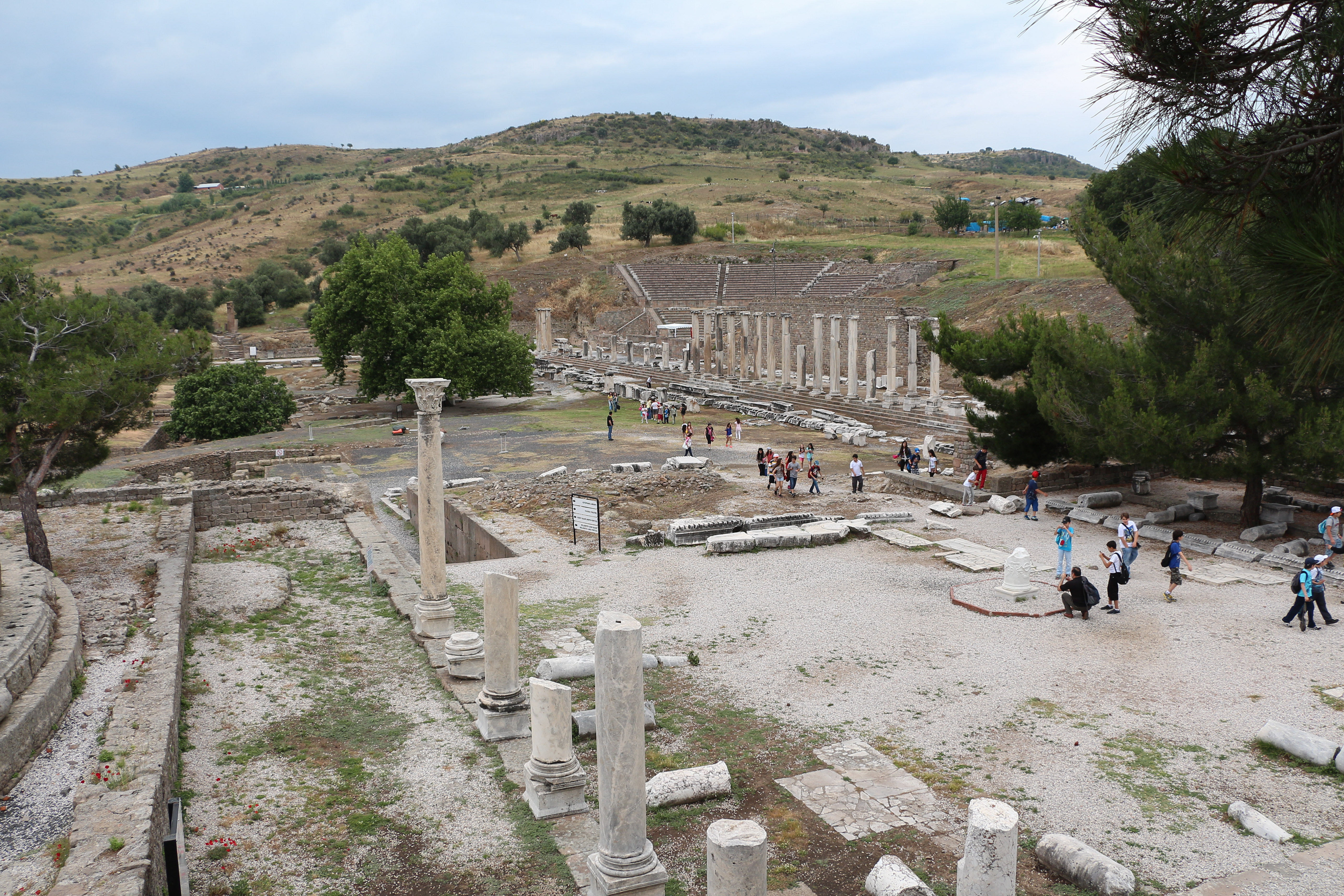
Vue générale de l'Asclépiéion.

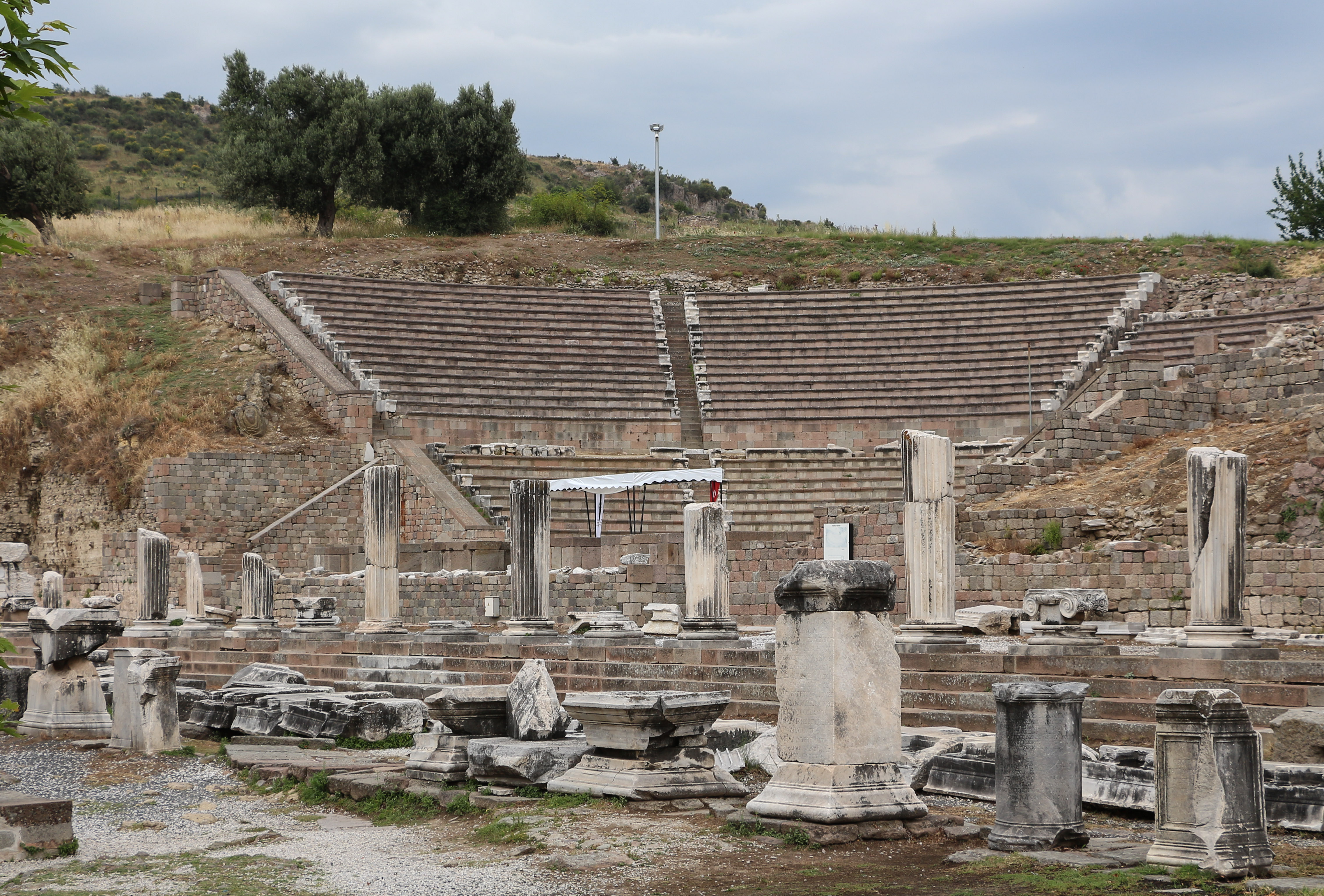
Théâtre romain.

Le sanctuaire d'Asclépios (ou Asclépiéion), le dieu guérisseur, se trouve adossé à une colline, à 3 km au sud-ouest de l'Acropole, à laquelle il était relié par une voie sacrée bordée d'une colonnade. Les patients venaient s'y faire soigner sous des portiques d'incubation et d'autres bâtiments organisés autour d'une source sacrée. Comme dans tous les autres sanctuaires d'Asclépios, ils espéraient être visités dans leurs rêves par le dieu Asclépios, censé leur apporter la guérison. Galien, médecin personnel de l'empereur Marc-Aurèle, a exercé à l'Asclépiéion de Pergame durant de nombreuses années.
Le site archéologique conserve un théâtre romain, des portiques (stoa nord et sud), le temple d'Asclépios, ainsi qu'un centre de traitement circulaire parfois appelé temple de Télesphore.

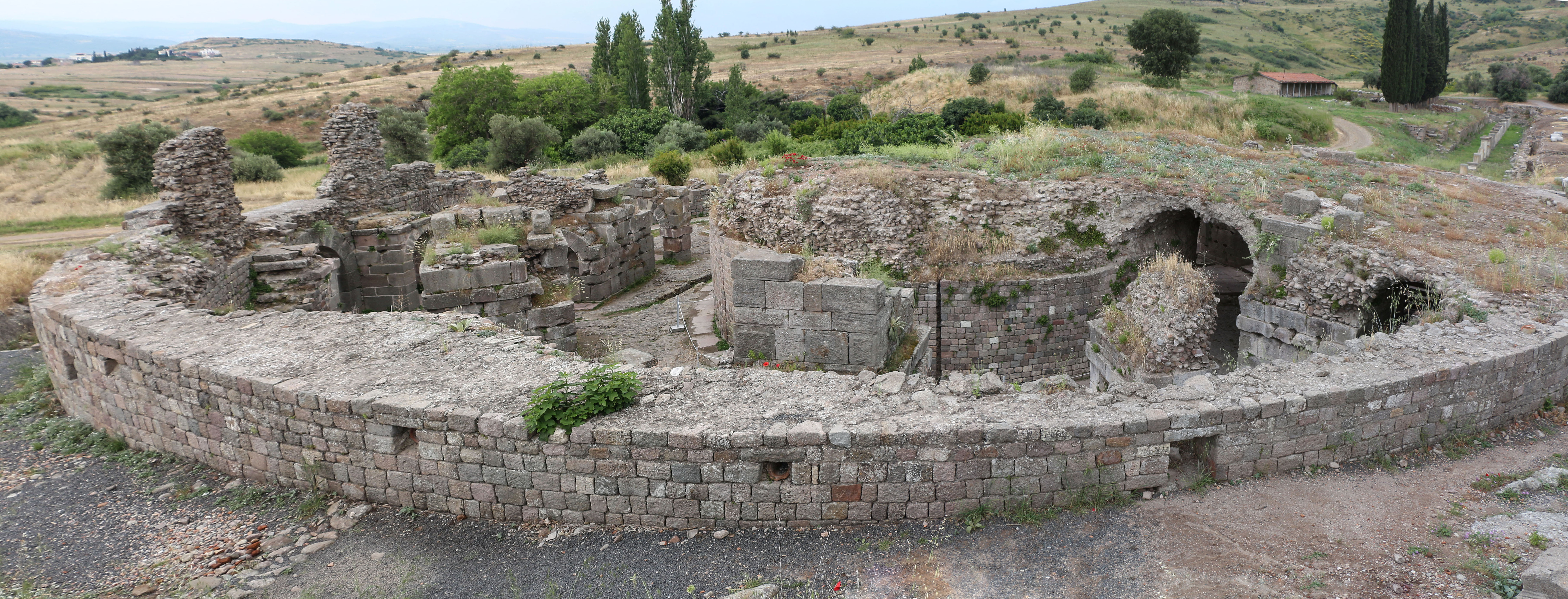
Temple de Télesphore.

### Télévision
- Un épisode des émissions du commandant Cousteau, intitulé Le Butin de Pergame sauvé des eaux, est consacré à l’épave d'Anticythère, qui fit naufrage en provenance de Pergame.